# Piotr Woźniak-Starak
Piotr Łukasz Woźniak-Starak (ur. 10 lipca 1980 w Warszawie, zm. 18 sierpnia 2019 w Fuledzie) – polski producent filmowy, przedsiębiorca. Współwłaściciel i członek zarządu przedsiębiorstwa producenckiego Watchout Studio.

## Wykształcenie
Do matury uczył się w Szwajcarii. Następnie podjął studia w USA. Ukończył bostoński Emerson College na kierunku komunikacja oraz grafikę w Parsons School of Design w Nowym Jorku.

## Kariera
W Nowym Jorku odbył staże w agencjach reklamowych – McCann Worldwide i Young & Rubicam.
W 2005, po 11 latach edukacji, wrócił do Polski. Pracował w Akson Studio Michała Kwiecińskiego, przy filmie Strajk Volkera Schlöndorffa, a następnie na planie serialu Oficerowie w reżyserii Macieja Dejczera. Był zaangażowany również w produkcję filmu Katyń Andrzeja Wajdy oraz Opowieści z Narnii.
W 2008 założył przedsiębiorstwo producenckie – Watchout Production, w którym razem z Krzysztofem Rakiem i Krzysztofem Terejem tworzyli zespół kreatywny. W 2012 firma zrealizowała film Big Love w reżyserii Barbary Białowąs. Woźniak-Starak uczestniczył również w produkcji filmu Christophera Doyle’a Izolator (Warsaw Dark). Jego przedsiębiorstwo wyprodukowało także kilka reklam, m.in. dla PKO BP, Circle K i UPC. Dwa najbardziej znane filmy wyprodukowane przez Woźniaka-Staraka to: Bogowie w reżyserii Łukasza Palkowskiego, który w Polsce obejrzało 2,2 mln widzów, oraz Sztuka kochania. Historia Michaliny Wisłockiej w reżyserii Marii Sadowskiej, na który do kin poszło 1,720 mln osób.

## Śmierć
Zaginął 18 sierpnia 2019 na jeziorze Kisajno k. Giżycka na Mazurach, po tym, gdy w nocy wypadł do wody z motorówki. Po pięciodniowych poszukiwaniach, 22 sierpnia znaleziono jego zwłoki w jeziorze. 29 sierpnia w kościele w Konstancinie-Jeziornie odbyła się msza żałobna, a 30 sierpnia trumnę z ciałem Piotra Woźniaka-Staraka złożono w specjalnym grobie, utworzonym na terenie jego posiadłości w Fuledzie.
Biegli uznali, że przyczyną zgonu była ostra niewydolność krążeniowo-oddechowa będąca konsekwencją uszkodzenia mózgu, przypuszczalnie spowodowanego przez uderzenie łopat śruby motorówki. Prowadzący motorówkę Woźniak-Starak był pod wpływem alkoholu (badania zwłok wykazały 1,7 promila alkoholu we krwi). Na początku 2021 szczątki przeniesiono z nielegalnego grobowca w Fuledzie na cmentarz Powązkowski w Warszawie.

## Życie prywatne
Był synem Jerzego Woźniaka, adwokata i Anny Woźniak-Starak, byłej modelki Mody Polskiej, właścicielki warszawskiej restauracji Belvedere w Łazienkach Królewskich. Ojciec Piotra był obrońcą antykomunistycznych dysydentów w latach siedemdziesiątych (m.in. z KPN-u), zmarł w 1987. Ojczymem Piotra był Jerzy Starak. Piotr Woźniak-Starak miał przyrodnią siostrę Julię (ur. 1990).
W latach 2003–2005 był w związku z Alicją Bachledą-Curuś. Od sierpnia 2016 aż do swojej śmierci był żonaty z Agnieszką Woźniak-Starak.

## Filmografia
Producent
- Big Love (2012)
- Bogowie (2014)
- Ukryta gra (2019)

Producent wykonawczy
- Mazurek (2013)
- Sztuka kochania. Historia Michaliny Wisłockiej (2017)

Koproducent
- Warsaw Dark (2011)
- Mazurek (2013)

Asystent reżysera
- Oficerowie (2006)
- Katyń (2007)

Asystent kierownika produkcji
- Strajk (2006)

Źródło: Filmpolski.pl.

## Nagrody (wybór)
Za film Bogowie:
- Złota Taśma (Nagroda Koła Piśmiennictwa Filmowego SFP) w kategorii: film polski za rok 2014
- Września (Ogólnopolski Festiwal Sztuki Filmowej „Prowincjonalia”) Nagroda Główna „Jańcio Wodnik” za najlepszy film fabularny
- Tarnów (29. Tarnowska Nagroda Filmowa, 2015) Nagroda Publiczności
- Orzeł (Polska Nagroda Filmowa) Nagroda Publiczności
- Orzeł (Polska Nagroda Filmowa) Nagroda w kategorii: Najlepszy film
- Nowy Jork (The New York Polish Film Festival) Nagroda „Ponad Granicami” im. Krzysztofa Kieślowskiego
- Nagroda KIPA za najlepszy debiut producencki Wyróżnienie Honorowe za sukces frekwencyjny filmu
- Moskwa (Festiwal Filmów Polskich „Wisła”) Nagroda Publiczności
- Kraków (Międzynarodowy Festiwal Kina Niezależnego „Off Camera”, 2015) Nagroda Publiczności
- Kraków (Międzynarodowy Festiwal Kina Niezależnego „Off Camera”, 2015), wyróżnienie za sukces frekwencyjny filmu
- Gdynia (Festiwal Polskich Filmów Fabularnych) Bursztynowe Lwy[3].

## Upamiętnienie
Od 2022 przyznawana jest przez Polską Gildię Producentów Nagroda im. Piotra Woźniaka-Staraka dla najlepszego producenta minionego roku.